# Christoph Sanders
Christoph Sanders (Arden (Verenigde Staten), 21 april 1988) is een Amerikaanse acteur. Hij is vooral bekend geworden door de rol van Ned Banks in de televisieserie Ghost Whisperer.